# Pharamond Blanchard
Henri Pierre Léon Pharamond Blanchard conegut com a Pharamond Blanchard (La Guillotière, Lió, el 27 de febrer de 1805 - París, 19 de desembre de 1873) va ser un pintor, il·lustrador i escriptor francès especialitzat en pintura de gènere i històrica. Al llarg de la seva vida va realitzar diferents viatges per Espanya, Mèxic, Rússia i el nord de l'Àfrica.

## Biografia
El 1819 va iniciar la seva formació artística en l'École Nationale Supérieure des Beaux-Arts de París i al taller de pintor Antoine-Jean Gros i del gravador Charles-Abraham Chasselat. El 1826 va viatjar a Espanya, on sota la protecció de l'Infanta Lluïsa Ferranda d'Espanya, germana de la reina Elisabet II i esposa del Duc de Montpensier, va participar en la decoració del Palau de San Telmo a Sevilla i la residència de l'Infanta a Sanlúcar de Barrameda (Cadis). Més endavant va treballar durant un temps com a il·lustrador per al llibre Viaje pintoresco a España, Portugal y la costa de África del Baró Isidore-Justin-Séverin Taylor.
El 31 d'agost de 1838 va partir cap a Mèxic acompanyant Francesc d'Orleans, Príncep de Joinville, fill del rei de França i artista aficionat, per participar en la Primera Intervenció Francesa a Mèxic que es coneix com a «Guerra dels Pastissos», dirigida per l'almirall francès Charles Baudin (1784-1854). Després de realitzar una escala a Cadis, va arribar a la ciutat de Veracruz que va capitular poc després.
L'any 1852 va realitzar un nou viatge on va visitar El Caire, Beirut, Atenes i Constantinoble; va publicar un llibre sobre les seves experiències al llarg del recorregut el 1855.

## Col·leccions públiques

### Obres sobre paper

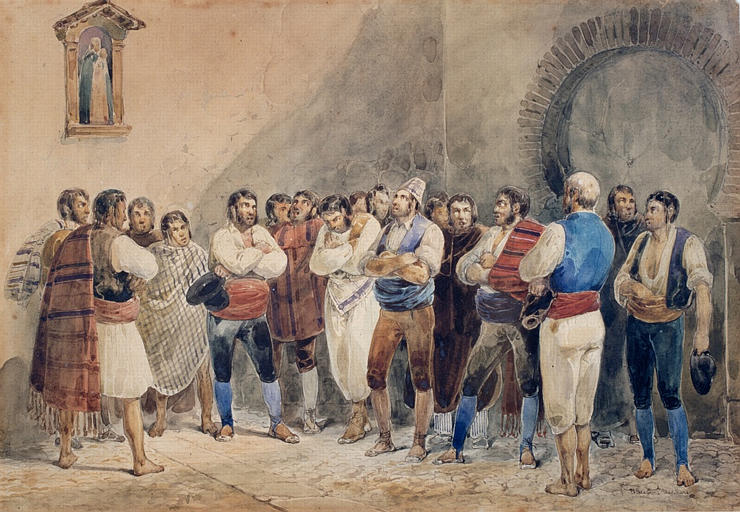
Le Salve Regina des prisonniers dans une prison de Madrid (1834), Museu de Belles Arts de Nantes.

- Tauromachie, 1835, quinze aquarel·les pel comte Demidov i la sèrie de dotze litografies publicades per Goupil el 1852. Madrid, Museu del Prado.
- Album de dessins sur l'expédition de San Juan de Ulua au Mexique, 1837 a 1839, château de Vincennes.
- Attaque dans la cour de Saint-Jean d'Ulla, 1839, château de Versailles
- Bal donné par M. le prince de Joinville à bord de la frégate « l'Iphigènie » à La Havane le 28 janvier 1839, 1840, château de Versailles
- Attaque de la Maison du Général Arista par M. le prince de Joinville, 1840, Achat du 19 février 1843, París, Musée national de la Marine.
- Salve Regina des prisonniers, dans une prison de Madrid, 1834, aquarel·la, Museu de Belles Arts de Nantes.

### Pintures

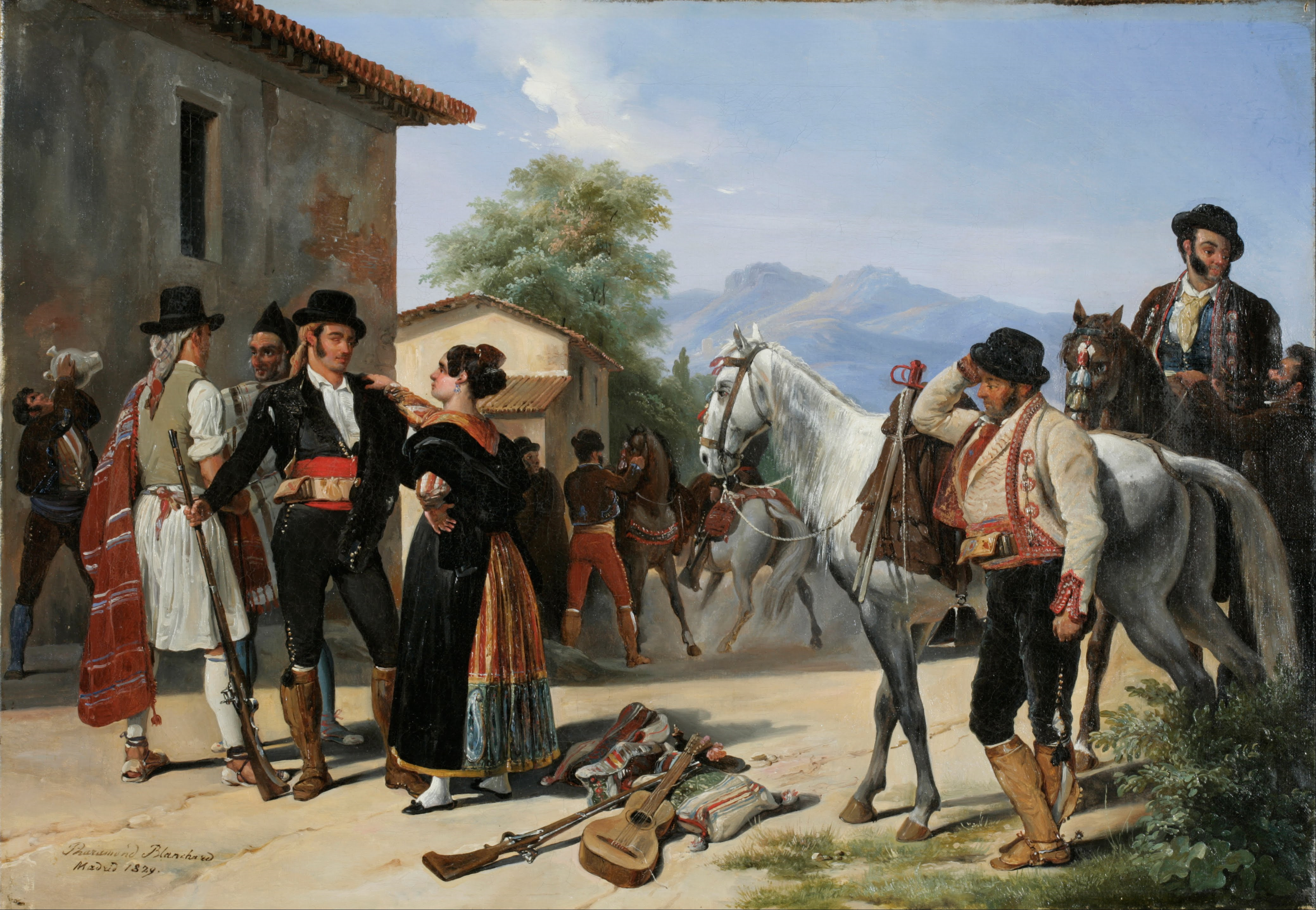
Los contrabandistas (1829) Museu del Romanticisme de Madrid.

- Los contrabandistas, 1829, Museu del Romanticisme de Madrid
- Assomption de la Vierge, 1835, Collégiale Notre-Dame de Vitry-le-François.
- L'Attaque de Veracruz le 5 décembre 1838, 1839, château de Versailles.
- La Créole de Saint-Jean d'Ulua, 1839, París, Museu national de la Marine.
- Célébration de la Fête de la Fédération le 14 juillet 1790, 1840, Museu de la Révolution française de Vizille.
- Le Prince de Joinville débusque les défenseurs de la maison du général Arista, 1843, château de Versailles.
- Combat de la Veracruz le 5 décembre 1838, 1843, château de Versailles.
- Paul et Virginie, 1844, museu d'art de La Nouvelle-Orléans.
- Célébration du mariage du Duc de Montpensier sur la Plaza Mayor de Madrid, 1846, Palais d'Orléans, Villamanrique de la Condesa (província de Sevilla).
- La Première Messe en Amérique, vers 1850, museu des beaux-arts de Dijon.
- Napoléon III à Chatou en 1858, 1858, château de Compiègne.
- La Marche d'une division française sur Mexico. Arrivée à Plan del Rio, vers 1864, Chalon-sur-Saône, museu Vivant-Denon.

### Il·lustracions

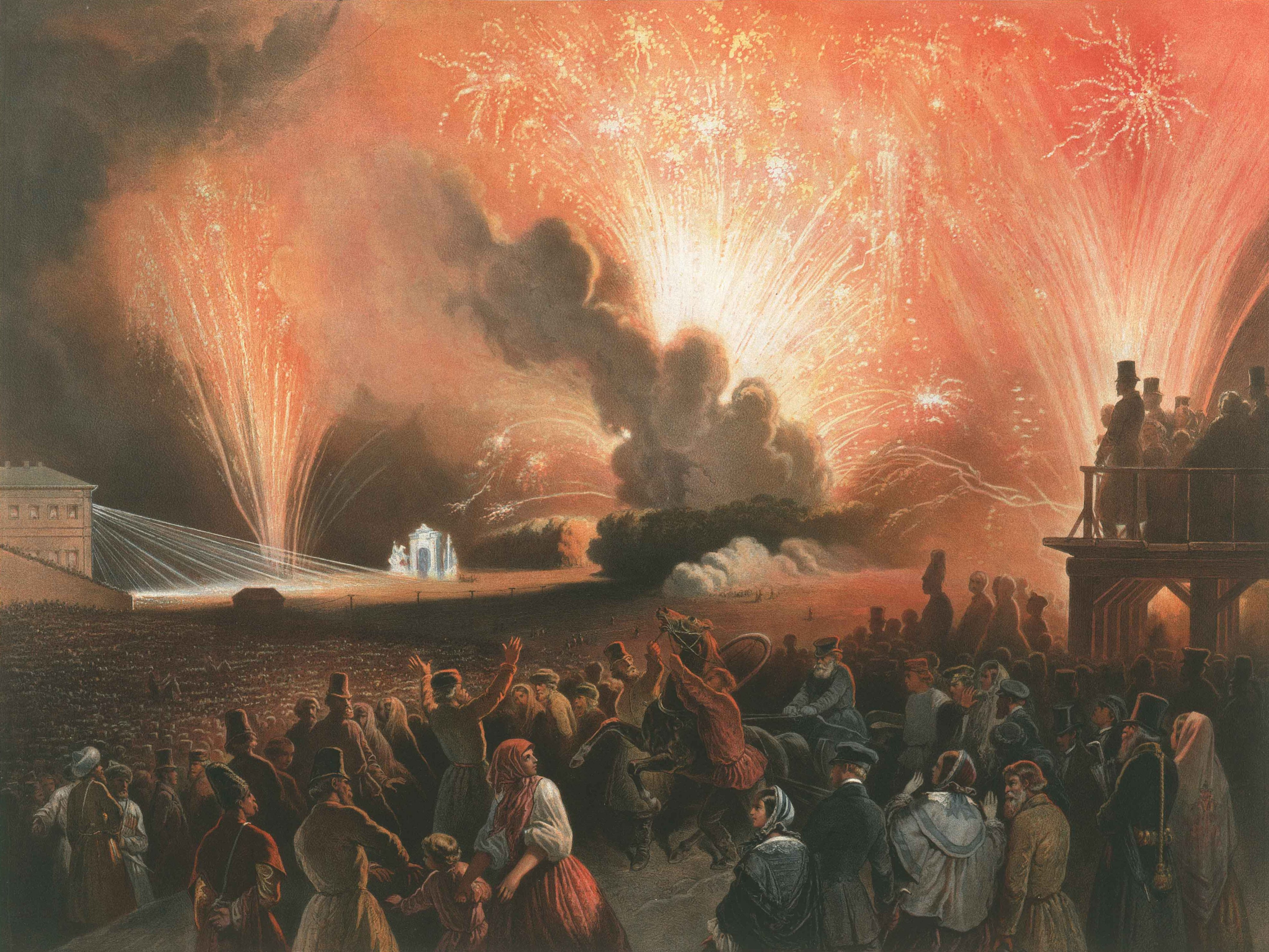
Pharamond Blanchard: Representació dels focs artificials que es van llançar el 1856 per festejar la coronació del Tsar Alexandre II.

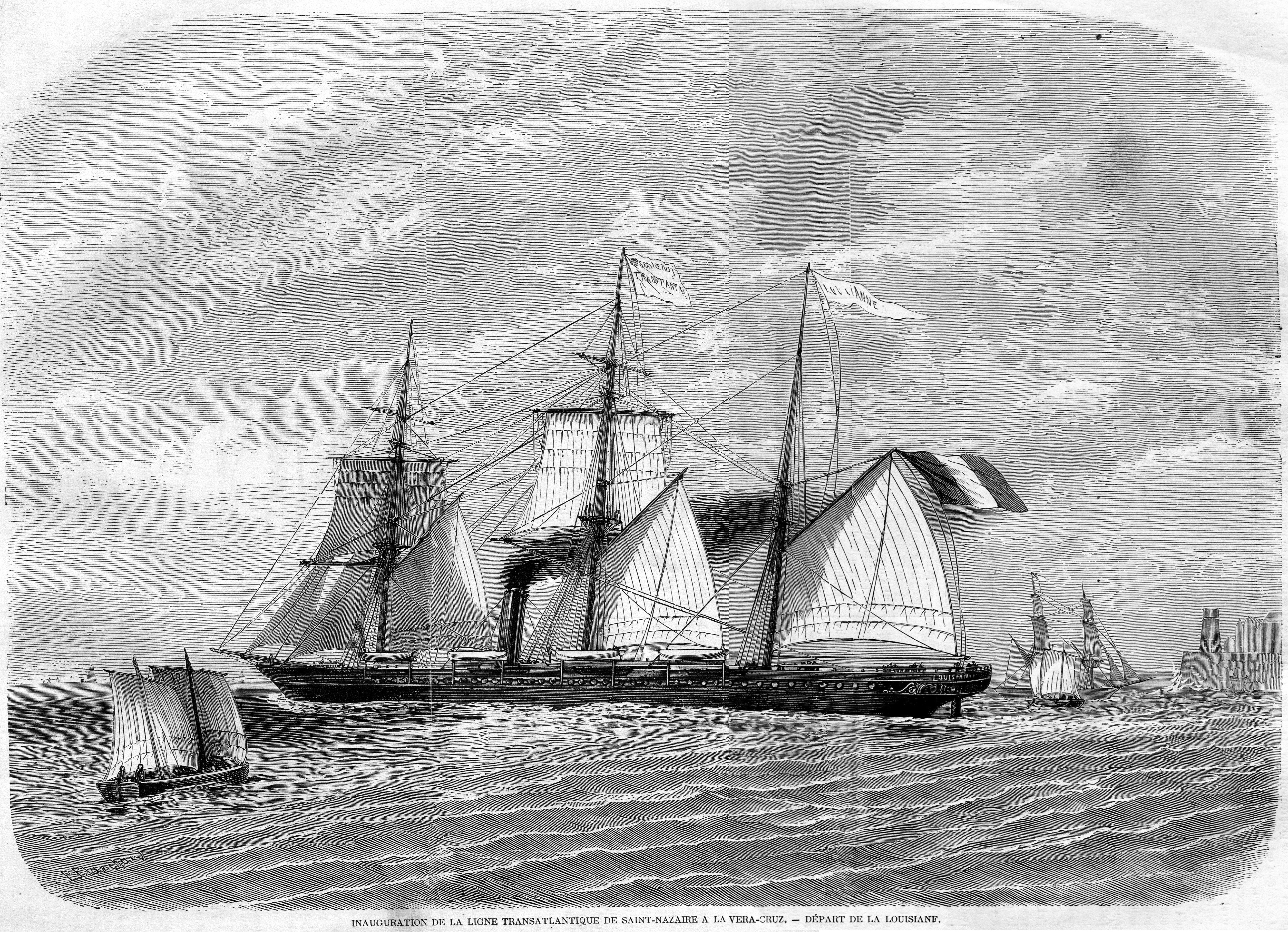
Gravat Louisiana (1861) per L'Illustration

- 1820-1840, « Le Camp du Drap d'Or », Picardie, volume III, p. 203 i « Histoire de Villers-Cotterets », Picardie, vol. II, p. 134 a Voyages pittoresques et romantiques dans l'ancienne France.
- 1824, Quatre Vues des environs de Voreppe… dibuixos i litografies per Pharamond Blanchard, precedides d'un mapa i d'un text estadístic i històric per A.-G. Ballin
- 1838, « Histoire d'Amiens », a Voyage pittoresque et romantique dans l'ancienne France - Picardie Tome I, p. 20, Histoire de Béziers, Languedoc vol. II, p. 93.
- 1839, San Juan de Ulúa, ou Relation de l'expédition française au Mexique, amb Adrien Dauzats (París, Gide). Dedicat a l'expedició a Mèxic el 1838.
- 1846, « Chemin de fer de Paris à Bordeaux », a L'Illustration du samedi 28 mars 1846, pp. 51–62, 41 gravats de Blanchard i Adrien Dauzats i 4 mapes. Al mateix número : Château de Chamarande à M. de Talaru, gravat sobre fusta, p. 53
- 1852, « Départ des Pêcheurs de Terre-Neuve à Dunkerque »,a L'Illustration
- 1855, Itinéraire historique et descriptif de Paris à Constantinople, XIX, 474 p., In 18°, carte, Paris, Louis Hachette.
- 1857-1858, L'Illustration, article il·lustrat sobre el seu viatge a Rússia.
- 1859, Journal de San Juan, voyage de Uluà ; Relation de l'expédition française au Mexique amb Adrien Dauzats
- 1861, Tour du Monde, publication de deux récits de son voyage en Russie. (V. Edouard Charton) et travaille également avec La France maritime
- 1862, articles i dibuixos a Le Magasin pittoresque i a l'Illustration.
- 1865, L'Illustration, nou article il·lustrat sobre el seu viatge a Rússia
- 1871, dibuixos de la Guadeloupe i els Estats Units a l'Illustration
- 1873, dibuixos del Brasil a Le Magasin pittoresque

## Honors
- Medalla de 3a classe al Saló de París de 1836.[1]